# Liste der Mitglieder der Badischen Ständeversammlung 1851 bis 1852
Diese Liste umfasst die Mitglieder der Ständeversammlung des Großherzogtums Baden für die Sessionen des 15. ordentlichen Landtags. Die Eröffnung fand am 15. Dezember 1851 statt. Die Schlusssitzung fiel auf den 20. März 1852. Insgesamt fanden 21 Sitzungen der Ersten Kammer und 43 Sitzungen der Zweiten Kammer statt.

## Präsidium der Ersten Kammer
Präsident: Markgraf Wilhelm von Baden 

Vizepräsident: Fürst Karl Egon zu Fürstenberg 

2. Vizepräsident: Freiherr Franz Rüdt von Collenberg-Eberstadt  

## Mitglieder der Ersten Kammer

### Prinzen des Hauses Baden
- Erbgroßherzog Ludwig von Baden (war nie anwesend)
- Prinz Friedrich von Baden
- Markgraf Wilhelm von Baden
- Markgraf Maximilian von Baden

### Standesherren
- Fürst Karl Egon zu Fürstenberg
- Fürst Karl zu Leiningen (war nie anwesend)
- Fürst Erwein von der Leyen (war nie anwesend)
- Fürst Georg zu Löwenstein-Wertheim-Freudenberg (war nie anwesend)
- Fürst Karl Friedrich zu Löwenstein-Wertheim-Freudenberg (war nie anwesend)
- Graf Karl Theodor zu Leiningen-Billigheim (war nie anwesend)
- Graf August Clemens zu Leiningen-Neudenau (war nie anwesend)

### Vertreter des erblichen Landstands
- Graf Ludwig Wilhelm August von Langenstein und Gondelsheim

### Vertreter der katholischen Kirche
- Hermann von Vicari,[1] Erzbischof von Freiburg (war nie anwesend)

### Vertreter der evangelischen Landeskirche
- Ludwig Hüffell,[1] Prälat der Evangelischen Landeskirche

### Vertreter des grundherrlichen Adels

#### Oberhalb der Murg
- Graf Karl von Kageneck, Regierungsrat
- Freiherr Ignaz von Rotberg, Forstmeister
- Freiherr Roderich von Stotzingen
- Freiherr Hans von Türckheim, Legationsrat

#### Unterhalb der Murg
- Freiherr Karl von Gemmingen-Treschklingen
- Freiherr Karl von Göler, der Ältere
- Freiherr Franz von Kettner, Oberforstmeister
- Freiherr Karl Rüdt von Collenberg-Bödigheim

### Vertreter der Landesuniversitäten
- Heinrich Zöpfl,[1] Hofrat, Vertreter der Universität Heidelberg
- Anton Mayer,[1] Hofrat, Vertreter der Universität Freiburg, Eintritt in die Erste Kammer 1852

### Vom Großherzog ernannte Mitglieder
- Freiherr Franz Rüdt von Collenberg-Eberstadt, Staatsrat
- Freiherr Franz von Stengel, Staatsrat
- Josef Obkircher, Hofgerichtspräsident
- Franz Anton Staudenmaier, Geheimrat
- Freiherr Wilhelm Ludwig von Gemmingen, Oberstforstrat
- Damian Ludwig, Oberstleutnant
- Friedrich Lauer, Fabrikant
- Xaver von Hofer, Fabrikant

## Präsidium der Zweiten Kammer
Präsident: Johann Baptist Bader 

1. Vizepräsident: Christof Franz Trefurt 

2. Vizepräsident: Johann Friedrich Schaaf

## Die gewählten Abgeordneten der Zweiten Kammer

### Stadtwahlbezirke
| Wahlbezirk | Bezeichnung des Wahlbezirks     | Name des Abgeordneten      |
| ---------- | ------------------------------- | -------------------------- |
| S1         | Wahlbezirk der Stadt Überlingen | Adolf Schmalholz           |
| S2         | Wahlbezirk der Stadt Konstanz   | Karl Mathy                 |
| S3         | Wahlbezirk der Stadt Freiburg   | Johann Baptist Betzinger   |
| S3         | Wahlbezirk der Stadt Freiburg   | Franz Hägelin              |
| S4         | Wahlbezirk der Stadt Lahr       | Heinrich Adolf Vaihinger   |
| S4         | Wahlbezirk der Stadt Lahr       | Friedrich Wilhelm Wagner   |
| S5         | Wahlbezirk der Stadt Offenburg  | Josef Karl Burger          |
| S6         | Wahlbezirk der Stadt Rastatt    | Georg Ignaz Oster          |
| S7         | Wahlbezirk der Stadt Baden      | Franz Anton Küßwieder      |
| S8         | Wahlbezirk der Stadt Karlsruhe  | Johann Ludwig Klauprecht   |
| S8         | Wahlbezirk der Stadt Karlsruhe  | August Lamey               |
| S8         | Wahlbezirk der Stadt Karlsruhe  | Jakob Friedrich Malsch     |
| S9         | Wahlbezirk der Stadt Durlach    | Hermann Eisenlohr          |
| S10        | Wahlbezirk der Stadt Pforzheim  | August Dennig              |
| S10        | Wahlbezirk der Stadt Pforzheim  | Friedrich Bissing          |
| S11        | Wahlbezirk der Stadt Bruchsal   | Bernhard August Prestinari |
| S12        | Wahlbezirk der Stadt Mannheim   | Karl Georg Hoffmann        |
| S12        | Wahlbezirk der Stadt Mannheim   | Gustav Friedrich Reiß      |
| S12        | Wahlbezirk der Stadt Mannheim   | Ernst Ludwig Weller        |
| S13        | Wahlbezirk der Stadt Heidelberg | Johann Friedrich Schaaf    |
| S13        | Wahlbezirk der Stadt Heidelberg | Jakob Wilhelm Speyerer     |
| S14        | Wahlbezirk der Stadt Wertheim   | Georg Michael Schmitt      |

### Ämterwahlbezirke
| Wahlbezirk | Bezeichnung des Wahlbezirks                                                              | Name des Abgeordneten            |
| ---------- | ---------------------------------------------------------------------------------------- | -------------------------------- |
| A1         | Wahlbezirk der Ämter Meersburg, Salem, Pfullendorf und Überlingen                        | Franz Xaver Ullersberger         |
| A2         | Wahlbezirk der Ämter Radolfzell, Blumenfeld und Konstanz                                 | Johann Baptist Bader             |
| A3         | Wahlbezirk der Ämter Stockach, Meßkirch und Engen                                        | Johann Benedikt Fischler         |
| A4         | Wahlbezirk der Ämter Blumberg, Stühlingen, Bonndorf, Löffingen und Neustadt              | Joseph Alois Bär                 |
| A5         | Wahlbezirk der Ämter Villingen und Hüfingen                                              | Ludwig Kirsner                   |
| A6         | Wahlbezirk der Ämter Tiengen, Jestetten, St. Blasien und Waldshut                        | Christof Franz Trefurt           |
| A7         | Wahlbezirk der Ämter Säckingen, Laufenburg und Schönau                                   | Johann Baptist Schey             |
| A8         | Wahlbezirk der Ämter Schopfheim und Kandern                                              | Konrad Sutter                    |
| A9         | Wahlbezirk des Amtes Lörrach                                                             | Johann Georg Schanzlin           |
| A10        | Wahlbezirk des Amtes Müllheim                                                            | Nicolaus Blankenhorn-Krafft      |
| A11        | Wahlbezirk der Ämter Staufen und Heitersheim                                             | Franz Xaver Riesterer            |
| A12        | Wahlbezirk des Amtes Altbreisach mit zum Stadtamt Freiburg zugehörigen Landorten         | Marquard Huber von Gleichenstein |
| A13        | Wahlbezirk des Landamtes Freiburg (I) und des Amtes St. Peter                            | Alois Mayer                      |
| A14        | Wahlbezirk des Landamtes Freiburg (II) und der Ämter Waldkirch und Elzach                | Ignaz Pyrrh                      |
| A15        | Wahlbezirk des Amtes Emmendingen                                                         | Christian Bär                    |
| A16        | Wahlbezirk der Ämter Endingen und Kenzingen                                              | Anton Nombride                   |
| A17        | Wahlbezirk der Ämter Triberg, Hornberg, Wolfach und Haslach                              | Roman Armbruster                 |
| A18        | Wahlbezirk des Amtes Ettenheim                                                           | Johann Melchior Fieser           |
| A19        | Wahlbezirk des Amtes Lahr                                                                | Wilhelm Bausch                   |
| A20        | Wahlbezirk des Amtes Offenburg mit Teilen des Amtes Appenweier                           | Karl Zell                        |
| A21        | Wahlbezirk der Ämter Gengenbach und Oberkirch mit Teilen des Amtes Appenweier            | Franz Xaver Kimmig               |
| A22        | Wahlbezirk der Ämter Rheinbischofsheim und Kork                                          | Emil Sold                        |
| A23        | Wahlbezirk der Ämter Achern und Bühl                                                     | Ignaz Ludwig Stolz               |
| A24        | Wahlbezirk der Ämter Ettlingen und Rastatt                                               | Jakob Ullrich                    |
| A25        | Wahlbezirk der Ämter Baden, Gernsbach und Steinbach                                      | Michael Kamm                     |
| A26        | Wahlbezirk des Landamtes Karlsruhe mit Teilen des Landamtes Bruchsal                     | Ernst Anton Fischer              |
| A27        | Wahlbezirk der Ämter Durlach und Stein                                                   | Karl Friderich                   |
| A28        | Wahlbezirk des Amtes Pforzheim                                                           | Karl Gottlieb Gottschalk         |
| A29        | Wahlbezirk des Amtes Bruchsal mit Teilen des Amtes Eppingen                              | Christian Friedrich Platz        |
| A30        | Wahlbezirk des Amtes Bretten mit Teilen des Amtes Eppingen                               | Louis Paravicini                 |
| A31        | Wahlbezirk der Ämter Philippsburg und Schwetzingen                                       | Friedrich Christian Rettig       |
| A32        | Wahlbezirk der Ämter Wiesloch und Neckargmünd                                            | Karl Junghanns                   |
| A33        | Wahlbezirk des Amtes Sinsheim mit Teilen des Amtes Eppingen                              | Heinrich Friedrich Muth          |
| A34        | Wahlbezirk des Amtes Heidelberg                                                          | Karl von Neubronn                |
| A35        | Wahlbezirk der Ämter Ladenburg und Weinheim                                              | Karl Ludwig Hübsch               |
| A36        | Wahlbezirk des Amtes Neckarbischofsheim mit Teilen des Amtes Mosbach (links des Neckars) | Karl Ludwig Böhme                |
| A37        | Wahlbezirk des Amtes Eberbach mit Teilen des Amtes Mosbach (rechts des Neckars)          | Friedrich Theodor Schaaf         |
| A38        | Wahlbezirk der Ämter Buchen und Osterburken                                              | Johann Christian Metzger         |
| A39        | Wahlbezirk des Amtes Boxberg                                                             | Franz Anton Regenauer            |
| A40        | Wahlbezirk der Ämter Tauberbischofsheim und Gerlachsheim                                 | Georg Martin Hildebrandt         |
| A41        | Wahlbezirk der Ämter Wertheim und Walldürn                                               | Felix Anton Kieser               |

## Belege und Anmerkungen
1. 1 2 3 4 5 6 7  Dieser Mandatsträger ist in den amtlich veröffentlichten Abgeordnetenlisten als promovierter Akademiker ausgewiesen, d. h. dort üblicherweise mit einem vor dem Namen stehenden Doktor-Grad verzeichnet
2. 1 2  Bis 1931 hieß die Stadt Baden-Baden nur Baden.